# Жирес Кембо Екоко
Жирес Кембо Екоко (фр. Jirès Kembo Ekoko, нар. 8 січня 1988, Кіншаса) — французький футболіст, що грав на позиції нападника.
Виступав, зокрема, за клуб «Ренн», а також молодіжну збірну Франції.
Дворазовий чемпіон ОАЕ. 

## Клубна кар'єра
Народився в Кіншасі, Заїр, переїхав до Франції, коли йому було шість років, і жив у Бонді, Іль-де-Франс, зі своїм дядьком і старшою сестрою. Його мати вирішила відправити його до Європи для навчання, а батьки залишилися в Заїрі (пізніше перейменований у ДР Конго в 1997 році). Був усиновлений сім'єю Мбаппе, він є зведеним братом Ітана та Кіліана Мбаппе.
Почав грати у футбол на вулиці, і його помітили скаути під час гри в школі. У 9 років підписав контракт із молодіжною командою «Бонді» у 1997 році. Через чотири роки він приєднався до іншої молодіжної команди, «ІНФ Клерфонтен». Після трьох років навчання він приєднався до «Ренна». Прийшовши до клубу, незабаром приєднався до молодіжної команди та справив враження. За його технічні якості його одноклубники прозвали «Кембіньо». Наприкінці травня він підписав свій перший професійний контракт.
У дорослому футболі дебютував 2006 року виступами за команду «Ренн», в якій провів шість сезонів, взявши участь у 110 матчах чемпіонату. 
Згодом з 2012 по 2017 рік грав у складі команд «Аль-Айн», «Аль-Джаїш», «Аль-Айн» та «Аль-Наср» (Дубай).
Завершив ігрову кар'єру у команді «Бурсаспор», за яку виступав протягом 2017—2019 років.

## Виступи за збірну
Протягом 2009–2011 років залучався до складу молодіжної збірної Франції. На молодіжному рівні зіграв у 13 офіційних матчах, забив 3 голи.

## Статистика виступів

### Статистика клубних виступів
| Сезон               | Команда             | Чемпіонат           | Чемпіонат | Чемпіонат | Національний кубок | Національний кубок | Національний кубок | Континентальні кубки | Континентальні кубки | Континентальні кубки | Інші змагання | Інші змагання | Інші змагання | Усього | Усього |
| Сезон               | Команда             | Ліга                | Ігор      | Голів     | Ліга               | Ігор               | Голів1             | Ліга                 | Ігор                 | Голів                | Ліга          | Ігор          | Голів         | Ігор   | Голів  |
| ------------------- | ------------------- | ------------------- | --------- | --------- | ------------------ | ------------------ | ------------------ | -------------------- | -------------------- | -------------------- | ------------- | ------------- | ------------- | ------ | ------ |
| 2006–07             | «Ренн»              | Л1                  | 3         | 0         | КЛ                 | 1                  | 0                  | -                    | -                    | -                    | -             | -             | -             | 4      | 0      |
| 2007–08             | «Ренн»              | Л1                  | 7         | 0         | КЛ                 | 1                  | 0                  | КУЄФА                | 3                    | 0                    | -             | -             | -             | 11     | 0      |
| 2008–09             | «Ренн»              | Л1                  | 20        | 2         | КФ+КЛ              | 4+2                | 1+1                | КІ+КУЄФА             | 1+1                  | 0                    | -             | -             | -             | 28     | 4      |
| 2009–10             | «Ренн»              | Л1                  | 24        | 1         | КФ+КЛ              | 3+2                | 0                  | -                    | -                    | -                    | -             | -             | -             | 29     | 1      |
| 2010–11             | «Ренн»              | Л1                  | 23        | 3         | КФ+КЛ              | 2+1                | 0+1                | -                    | -                    | -                    | -             | -             | -             | 26     | 4      |
| 2011–12             | «Ренн»              | Л1                  | 32        | 10        | КФ+КЛ              | 5+0                | 2                  | ЛЄ                   | 5                    | 1                    | -             | -             | -             | 42     | 13     |
| Усього за Ренн      | Усього за Ренн      | Усього за Ренн      | 110       | 16        |                    | 21                 | 5                  |                      | 10                   | 1                    | -             | -             | -             | 141    | 22     |
| 2012–13             | «Аль-Айн»           | ПЛ                  | 23        | 8         | -                  | -                  | -                  | АФК                  | 6                    | 1                    | -             | -             | -             | 29     | 9      |
| 2013–14             | «Аль-Джаїш»         | ЛЗК                 | 16        | 4         | -                  | -                  | -                  | АФК                  | 11                   | 1                    | -             | -             | -             | 27     | 5      |
| 2014–15             | «Аль-Айн»           | ПЛ                  | 21        | 11        | -                  | -                  | -                  | АФК                  | 7                    | 2                    | -             | -             | 28            | 13     | -      |
| Усього за Аль-Айн   | Усього за Аль-Айн   | Усього за Аль-Айн   | 44        | 19        | -                  | -                  | -                  | -                    | 13                   | 3                    | -             | -             | -             | 57     | 22     |
| 2015–16             | «Аль-Наср» (Дубай)  | ПЛ                  | 22        | 9         | -                  | -                  | -                  | АФК                  | 9                    | 1                    | -             | -             | -             | 31     | 10     |
| 2016–17             | «Аль-Наср» (Дубай)  | ПЛ                  | 24        | 2         | -                  | -                  | -                  | -                    | -                    | -                    | -             | -             | -             | 24     | 2      |
| Усього за Аль-Наср  | Усього за Аль-Наср  | Усього за Аль-Наср  | 46        | 11        | -                  | -                  | -                  | -                    | 9                    | 1                    | -             | -             | -             | 55     | 12     |
| 2017–18             | «Бурсаспор»         | СЛ                  | 24        | 4         | CT                 | 1                  | 0                  | -                    | -                    | -                    | -             | -             | -             | 25     | 4      |
| 2018–19             | «Бурсаспор»         | СЛ                  | 2         | 0         | CT                 | 0                  | 0                  | -                    | -                    | -                    | -             | -             | -             | 2      | 0      |
| Усього за Бурсаспор | Усього за Бурсаспор | Усього за Бурсаспор | 26        | 4         |                    | 1                  | 0                  | -                    | -                    | -                    | -             | -             | -             | 27     | 4      |
| Усього за кар'єру   | Усього за кар'єру   | Усього за кар'єру   | 242       | 54        |                    | 22                 | 5                  |                      | 43                   | 6                    | -             | -             | -             | 307    | 65     |

## Особисте життя
Його батько – футболіст Кембо Уба Кембо, котрий разом із збірною Заїра виступав на чемпіонаті світу 1974 у Німеччині.

## Титули і досягнення
- Чемпіон ОАЕ (2):

«Аль-Айн»: 2012-13, 2014-15
- Володар Суперкубка ОАЕ (1):

«Аль-Айн»: 2012
- Володар Кубка наслідного принца Катару (1):

«Аль-Джаїш»: 2014

## Виноски
1. ↑  Transfermarkt.de — 2000.
2. ↑  As — Madrid: PRISA, 1967. — ISSN 1888-6671
3. ↑  JDD, Le. Le jeune monégasque Mbappé sur les traces de Thierry Henry. Архів оригіналу за 1 липня 2018. Процитовано 2 грудня 2022.
4. ↑  Jires Ekoko passe chez les pros (French) . Stade Rennais Online. 31 травня 2006. Процитовано 19 листопада 2012.
5. ↑  iSport.ua (5 січня 2021). Жирес Кембо-Экоко - старший брат Мбаппе, появившийся в семье после рождения Килиана. iSport.ua (рос.). Архів оригіналу за 20 квітня 2021. Процитовано 20 квітня 2021.